# Scutiger nepalensis
Scutiger nepalensis és una espècie d'amfibi que viu al Nepal i, possiblement, també a la Xina i l'Índia.
Està amenaçada d'extinció per la pèrdua del seu hàbitat natural.